# Los Concorde
Los Concorde son un supergrupo de rock alternativo mexicano, que reúne a reconocidos músicos y de gran trayectoria, por lo que es considerado como un “super grupo”, que da la libertad a los integrantes de entrar y salir con la condición de que dejen huella.

## Historia
Todo empieza a mediados del 2006 cuando Mauricio Claveria, en ese entonces baterista de “La Ley”, contacta a Leonardo de Lozanne, vocalista de “Fobia”, y le cuenta la idea de armar una banda con un sonido original diferente al de sus respectivos grupos. Posteriormente se encuentra con Poncho Toledo, exbajista de “La Lupita”, en un concierto de “Lucybell”.
Se reúnen en “Xtudio” de Poncho Toledo a conversar, fumar y disfrutar de una cerveza por varios días hasta que todo se fue dando solo y el sonido empezó a tomar forma.
Paso un tiempo hasta que encuentran a Jonas, integrante de Plastilina Mosh, en un show de B-live donde le comentan del proyecto, a Jonás le emociona la idea y se une al resto.
Dan a conocer su primer sencillo «Rompecabezas» que tiene una gran aceptación. Canción que es parte en ese entonces de un disco sin nombre y sin otras canciones.
Gracias al éxito de “Rompecabezas” los llaman a tocar al Vive Latino del 2007.
Y así sin disco, ensayos apresurados, integrando gente nueva y con pocas canciones se da su debut en el Vive Latino, el 5 de mayo de 2007.
En el 2008 lanzan su primera producción “Region 4”, producida por Poncho Toledo, haciendo referencia a la frase “es región 4” que se utiliza cuando algo es una copia de baja calidad, manejando así un sarcástico humor que prevalecerá dentro del colectivo. Esta logró 20 mil copias vendidas.
El 7 de diciembre de 2010 presentan en el Teatro de la Ciudad de México su segunda producción llamada “Es lo que hay” también producida por Poncho Toledo en cuya portada se ve reflejado su sarcástico humor característico y el doble sentido del mexicano.

## Integrantes (El contenido puede variar según el lugar y fecha)
- Leonardo de Lozanne (Fobia)
- Alfonso "Poncho" Toledo (La Lupita)
- Jonás González (Plastilina Mosh)
- Gustavo "Tavo" Limongi (Resorte)
- Mauricio Clavería (La Ley)
- Atto Attié (Atto & The Majestics)
- Cesar “El Vampiro” López (Jaguares/Maná)

Más los que se acumulen ya sea en las grabaciones o en las presentaciones en vivo.

## Discografía
- Región 4 (2008)
- Es lo que hay (2010)

## Sencillos
- Rompecabezas (2008)
- Love is a bitch (2008)
- Dramaddict (2011)
- Eso si dolió (2011)
- Envenéname (2024)
- Culebras y Bandidos (2024)
- Prueba y Error (2025)